# Assassinat de Walter Lübcke

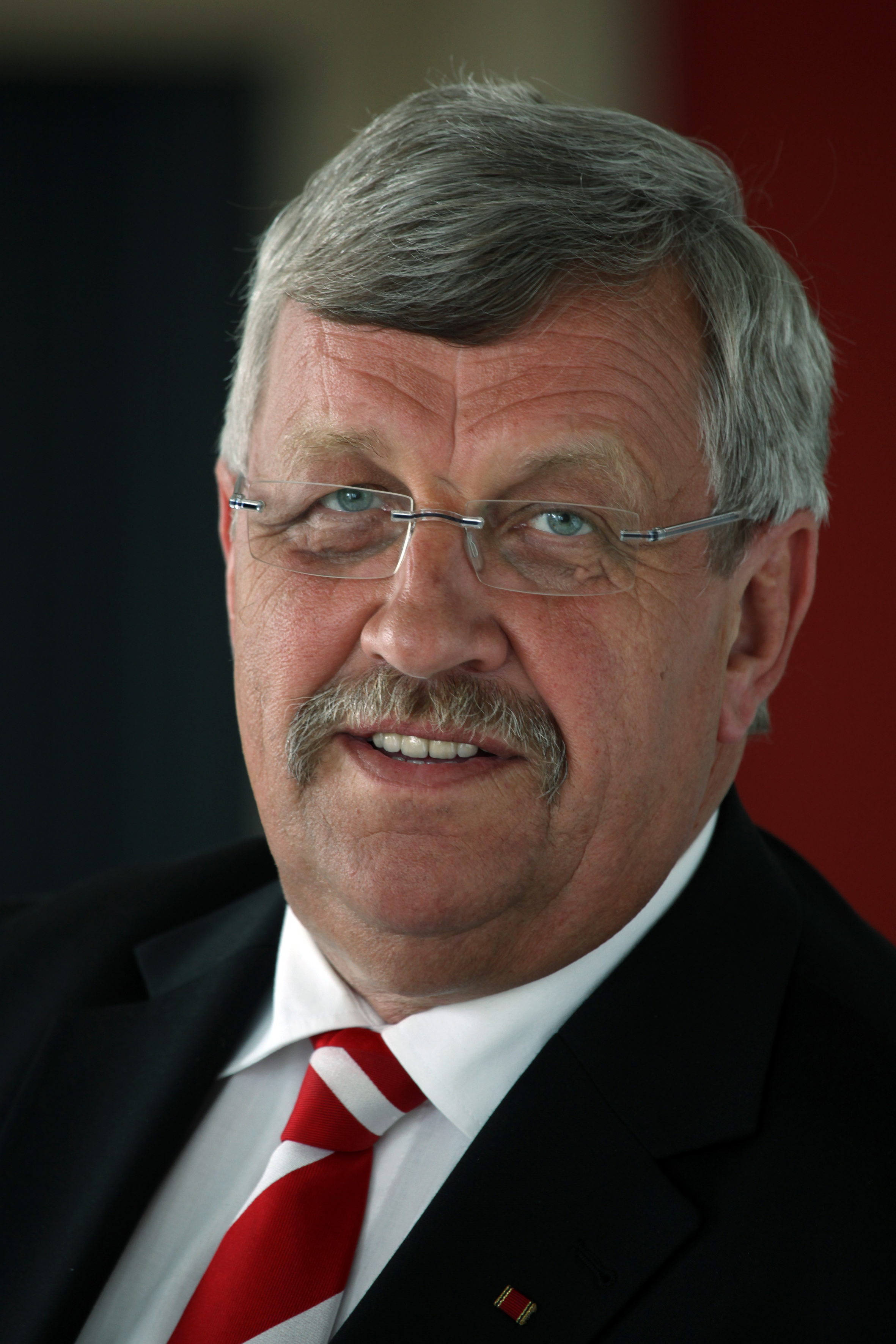
Walter Lübcke, né le 22 août 1953 à Bad Wildungen et mort le 2 juin 2019 à Wolfhagen, est un homme politique allemand.
Membre du parti conservateur chrétien allemand, la CDU, il est président du district de CasselNote 1. Il prend position en faveur des réfugiés et contre le mouvement nationaliste PEGIDA.

 (mai 2024).
Si vous disposez d'ouvrages ou d'articles de référence ou si vous connaissez des sites web de qualité traitant du thème abordé ici, merci de compléter l'article en donnant les références utiles à sa vérifiabilité et en les liant à la section « Notes et références ».
L'assassinat de Walter Lübcke, préfet du district de Cassel, a lieu le 2 juin 2019 lorsqu'il est abattu d'une balle dans la tête à son domicile. Le  25 juin 2019, le principal suspect, l'extrémiste de droite hessois Stephan Ernst avoue l'acte et son motif, avant de se rétracter. Ce meurtre s'inscrit dans un contexte d'augmentation du nombre de crimes et délits attribués à l'extrême droite en Allemagne.
En octobre 2015, Lübcke avait fait campagne dans le cadre de la crise des réfugiés pour l'accueil des réfugiés et s'était opposé à KAGIDA, l'antenne locale du mouvement PEGIDA, et avait été menacé de mort à de nombreuses reprises.
L'assassinat de Lübcke, son contexte et ses conséquences font l'objet d'un vaste débat public en Allemagne concernant principalement les relations entre le parti conservateur allemand (CDU) et les mouvements populistes de droite, comme le parti Alternative für Deutschland (AfD), les attaques contre des hommes politiques dans les réseaux sociaux, et le rôle des autorités de sécurité allemandes.

## Assassinat
Le 2 juin 2019, à 0 h 30 du matin, Walter Lübcke est retrouvé inanimé et dans une mare de sang sur la terrasse de son domicile à Istha, près de Cassel, blessé par balle à la tête. Après des tentatives infructueuses de réanimation, le décès est constaté à 2 h 35 à la clinique du district de Wolfhagen. L'autopsie conclut à un tir de projectile d'une arme de petit calibre, tirée à bout portant. Aucune arme n'ayant été retrouvée sur les lieux, la police conclut à un homicide.

## Enquête et arrestation d'un suspect

### Arrestation d'un suspect
La responsable de la police du land de Hesse, Sabine Thurau, ne voit initialement aucune preuve d'un lien entre le crime et les appels au meurtre qui avaient suivi les déclarations de Lübcke lors de la crise des réfugiés, et a demandé à ne pas spéculer sur le motif du meurtre. Les enquêteurs déclarent également qu'aucun danger concernant Lübcke n'avait été signalé.   
Le 15 juin, un homme âgé de 45 ans, Stephan Ernst, est arrêté à la suite d'une analyse d'ADN et conduit en détention provisoire au centre pénitentiaire de Cassel. Il avoue l'assassinat de Walter Lübcke le 25 juin. Selon un témoignage, deux voitures ont quitté rapidement les lieux du crime après le coup de feu.   
Stephan Ernst avait déjà été condamné à sept reprises, notamment pour vol, agression, insulte et possession d'un objet non autorisé. En 1993, il avait attaqué un centre d’asile avec une bombe artisanale. Il avait été condamné à une peine de six ans d'emprisonnement pour tentative d'homicide, de coups de couteau et de « tentative d'attentat à l'explosif ». Le 1er mai 2009, il avait attaqué avec 400 néonazis un rassemblement de la Confédération allemande des syndicats à Dortmund avec des jets de pierres et de poteaux en bois et à coups de poing. Pour ces causes il est condamné à une période de probation de sept mois. 
Il était un membre actif de la scène extrémiste de droite dans la région de Cassel, et considéré sur la scène nazie comme « très dangereux ». Jusqu'en 2004 au moins, il était membre de la section hessoise du parti ultranationaliste NPD.
Après 2009, Stephan Ernst n'était plus classé comme un extrémiste de droite et n'était observé ni par la police ni par l'Office fédéral de protection de la constitution. Il vivait à Cassel. Sa participation à la perturbation organisée de la réunion publique de Lohfelden de 2015 n'est pas déterminée à l'heure actuelle.
En décembre 2016, 150 euros sont passés de son compte à celui de l'AfD, qui les a enregistrés avec le nom et l'adresse du donateur en tant que don de campagne. Les enquêteurs ont trouvé dans son téléphone mobile de nombreux commentaires haineux, y compris des menaces sur YouTube (« Soit sous ce gouvernement, soit dans un avenir proche, il y aura des morts » ; « Cessez de parler, il y a mille raisons d'agir »). Il était membre d'un club de tir à Cassel. Dans son appartement, la police a trouvé une arme à feu.
Le 27 juin, Ernst a conduit la police à un dépôt de terre dans les locaux de son employeur. Cinq armes à feu y étaient cachées, dont l'arme du crime, qui a ensuite été identifiée sans aucun doute, ainsi qu'un fusil à pompe et une mitraillette de type Uzi avec des munitions. Selon une expertise balistique rapportée par Der Spiegel le 16 juillet 2019, la balle fatale à Lübcke provenait d'un revolver à courte portée de la marque brésilienne Rossi en calibre 38. Selon le LKA Hessen, il se trouvait dans le dépôt de terre où Ernst avait conduit les enquêteurs.
Selon les enquêteurs, Ernst avait d'abord voulu couvrir ses traces, avait éteint son téléphone portable avant le crime, puis l'avait rallumé après et avait tenté d'obtenir un alibi : un collègue de travail était censé témoigner dans les affaires de police qu'il était avec lui la nuit du crime. Les enquêteurs ont évalué cette preuve comme celle d'un crime planifié.
Le 2 juillet 2019, Ernst est traduit devant le juge d'instruction de la Cour suprême fédérale (BGH) à Karlsruhe et y a récusé ses aveux. Son nouvel avocat, Frank Hannig, cofondateur de Pegida, l'accompagne.

### Complicités et réseaux d'extrême-droite
Dans ses aveux, Ernst incrimine deux autres personnes, qui ont ensuite été arrêtées par la police pour complicité éventuelle dans le meurtre : Elmar J., de Höxter, qui aurait vendu l'arme du crime à Ernst en 2016, et Markus Hartmann, de Cassel, qui aurait négocié le marché avec le marchand d'armes. Hartmann était connu des autorités comme un extrémiste de droite, J. ne l'était pas. Il a fourni plusieurs armes à Ernst, dont la mitraillette. On a enquêté sur leur provenance et sur les autres personnes qui ont acheté des armes à Elmar J.
Selon le procureur général fédéral, les deux complices n'avaient aucune connaissance concrète des plans de meurtre d'Ernst, mais de son positionnement d'extrême droite : ils avaient accepté l'utilisation possible des armes vendues pour un crime à motivation politique. En outre, Ernst lui-même a vendu des armes à deux hommes de la région de Cassel, qui n'auraient cependant pas été impliqués dans son crime. 
A partir du 25 juin 2019, cinq procureurs du parquet fédéral et la commission spéciale de la LKA de Hesse, dont le nombre a été porté à 80 personnes, poursuivent l'enquête et apportent les preuves qui ont permis de découvrir, au fil des événements, un élément déclencheur du crime, un lien entre l'auteur et la victime ainsi que les contacts possibles d'Ernst avec les groupes d'extrême droite "Oidoxie-Streetfighting-Crew", les "Nationalistes autonomes", "Combat 18" (groupe dissous en janvier 2020), leur sous-groupe de Cassel "Sturm 18", ainsi que les complices du groupe terroriste Nationalsozialistischer Untergrund (NSU) démantelé en 2011 après avoir commis dix meurtres.
Le 19 septembre 2019, la justice allemande annonce qu'Ernst est également suspecté d'avoir tenté d'assassiner un demandeur d'asile irakien en janvier 2016, en le poignardant plusieurs fois dans le dos. L'enquête sur cette tentative d'assassinat n'avait jamais été élucidée jusque-là.

### Failles dans la police
L'enquête révèle également des failles dans les services des autorités allemandes. Les services de renseignements allemands connaissaient Stephan Ernst comme sympathisant néonazi potentiellement violent, mais avaient arrêté de le surveiller des années avant le meurtre. La police allemande, quant à elle, avait oublié de signaler à l'autorité chargée de délivrer les permis de port d'arme Markus Hartmann, le complice présumé d'Ernst soupçonné de lui avoir appris à tirer, comme membre actif de l'ultradroite, ce qui lui a permis de se procurer des pistolets et des fusils.

## Procès
Le procès s'ouvre à Francfort-sur-le-Main le 16 juin 2020, à la Haute Cour régionale de Francfort. Il s'agit du premier procès pour le meurtre d'un élu allemand par un nazi depuis la fin de la Seconde Guerre mondiale. Stephan Ernst comparaît pour « meurtre aggravé » et « tentative de meurtre aggravé », car il est aussi jugé pour la tentative de meurtre par arme blanche d'un migrant irakien en 2016. Markus Hartmann comparaît aussi en tant que complice présumé, accusé d'avoir appris à Ernst à tirer à l'arme à feu, y compris avec l'arme du crime, tous deux cachés dans une forêt, sans pour autant avoir été au courant des plans réels de l'attentat.
Le 5 août 2020, Ernst reconnaît le meurtre dans une déclaration lue par la défense. Il est condamné le 28 janvier 2021 à la prison à perpétuité, assortie d'une période de sûreté de quinze ans. Hartmann est lui condamné à un an et demi de prison avec sursis pour « possession prohibée d’armes »,.

## Réactions

### Réseaux sociaux
Dans les médias sociaux, de nombreux extrémistes de droite se sont ouvertement réjouis de l'assassinat de Walter Lübcke, et ont appelé à de nouveaux meurtres. La vidéo contenant la citation tronquée de Walter Lübcke de 2015 a été à nouveau rediffusée et commentée à de nombreuses reprises.

### Politiques
Le membre ultranationaliste d'un conseil d’arrondissement, Mario Reschke (AfD) a mis en doute le meurtre de Walter Lübcke, et comparé celui-ci avec le suicide présumé du politicien du parti libéral FDP Jürgen Möllemann (2003). Il a rejeté les appels visant à démissionner de son mandat. 
De nombreux politiciens de haut rang ont condamné les propos haineux contre Walter Lübcke. Le président fédéral Frank-Walter Steinmeier les a qualifiés de "cyniques, abominables, odieux à tous égards". 
La ministre fédérale de la Justice, Katarina Barley, s'est félicitée de ce que le procureur général ait repris l'enquête et déclaré que l'État devait protéger davantage les militants de la société civile contre l'intimidation et les menaces.
Le 18 juin 2019, le ministre fédéral de l'Intérieur, Horst Seehofer, a parlé d'une "attaque d'extrême droite contre un dirigeant de l'État". C'est un "signal d'alarme" : "L'extrémisme de droite est une menace sérieuse et grave pour notre société libre."
L'ancien secrétaire général de la CDU, Peter Tauber, a déclaré que l'AfD avait « préparé la voie à la diffusion de la violence » et était donc « complice de la mort de Walter Lübcke ». Selon lui, la CDU doit également tracer une ligne de conduite claire contre les défenseurs d'une coalition CDU-AfD tels que Max Otte et Hans-Georg Maaßen.
Andreas Hollstein (de), maire d'Altena qui avait survécu en 2017 à un attentat d'extrême-droite, a demandé après le meurtre de Walter Lübcke, « agissez avec toute la dureté de l'état de droit » contre les coupables. Lui et la maire de Cologne, autre victime d'une attaque issue de l'extrême droite, reçurent tous les deux un courrier électronique identique : un extrémiste de droite anonyme y menace de les « exécuter, ainsi que d'autres responsables politiques », affirme qu'avec Walter  Lübcke, une « phase de purges » a été lancée, exige 100 millions d'euros et conclut par un salut hitlérien.

### Médias
Les journalistes ont comparé le meurtre de Walter Lübcke avec la série de meurtres de la NSU (2000-2007), la tentative d'assassinat de Henriette Reker (2015) et l'attentat contre Andreas Hollstein (2017). Annette Ramelsberger (Süddeutsche Zeitung) a parlé d'une « RAF néo-nazie ». Elle a argumenté : « Comme dans le cas de la NSU, les enquêteurs ont nié l'évidente motivation d'extrême-droite ". La haine d'extrême-droite s'infiltre « du bord au centre de la société », y compris au sein de la police. Elle a évoqué la longue non-intervention de la police contre les émeutes de Chemnitz en 2018 avec « NSU 2.0 ». Contrairement à la RAF, les extrémistes de droite ne voient guère les policiers comme des ennemis, mais comme des alliés possibles contre la gauche.
Jagoda Marinić (Die Tageszeitung) a critiqué les autorités de sécurité comme « peu susceptibles de faire respecter » l'application de la loi en ligne, contrairement à la surveillance du secteur privé, trop craintive face à la violation de la personnalité et les cyber-menaces.
Pour Christian Bangel (Die Zeit), le message de l'acte est le suivant : « Faites attention, c'est votre vie ». Il a demandé comment cette intimidation de politiciens, de journalistes ou de militants de la société civile pourrait être empêchée à l'avenir. Il doit «exister un sentiment d'urgence dans la lutte contre les extrémistes de droite».
L’auteur Toralf Staud a exhorté les autorités de sécurité à se faire une idée plus précise du terrorisme de droite. Le meurtre de Walter Lübcke avait probablement été perpétré sur le concept de résistance sans chef des États-Unis, selon lequel des auteurs individuels ou des groupes de deux agissant de manière indépendante répandaient la terreur.
Selon Alexander Fröhlich (Der Tagesspiegel), même les auteurs individuels sont en réseau dans le monde entier, et leurs idéologies se sont unifiées. Les « nouveaux extrémistes de droite, qu'il s'agisse du mouvement identitaire ou de l'AfD, [...] utilisent les mêmes termes de lutte que les assassins, cela alimente exactement les mêmes peurs ».
Michael Stifter (Augsburger Allgemeine) a demandé à utiliser « les informations bloquées dans les fichiers de la NSU » pour drainer le vivier néo-nazi.

### Organisations de la société civile
Le centre pour la démocratie de l'Université de Marbourg a évoqué la multiplication des menaces et des violences depuis la « crise des réfugiés » en Allemagne en 2015, par exemple contre les maires et l'avocat des victimes de NSU, Seda Başay-Yıldız.
Le président du Conseil central des juifs en Allemagne, Josef Schuster, a déclaré que cette affaire de meurtre devait « alarmer tous les démocrates » et montrer « de manière déterminante que les dangers des réseaux de droite, du populisme de droite et de la terrorisme de droite ne doivent pas être sous-estimés ».

### Scientifiques
Le politologue et expert en extrémisme de droite Gideon Botsch voit un potentiel « extrêmement élevé » de terrorisme de droite en Allemagne. Alors que les manifestations de droite diminuent, les actes terroristes se multiplient. Les images de l'ennemi étaient « marquées » et AfD et Pegida sont impliqués.
Pour le sociologue Matthias Quent, l'acte est une « césure », car pour la première fois depuis 1945 un politicien en exercice a été assassiné par un extrémiste de droite présumé. Les frontières entre populistes de droite et groupes militants deviennent de plus en plus floues. À travers les succès de l'AfD, les auteurs se sont sentis légitimés. Les jugements peu sévères rendus dans le procès de la NSU n’ont pas eu d’effet dissuasif.
Pour le politologue Hajo Funke, certains membres de l'AfD, comme Björn Höcke ou Andreas Kalbitz, assument « une responsabilité claire » dans l'assassinat de Walter Lübcke. Celle-ci ne peut plus être minimisée ni réfutée depuis les meurtres de la NSU. Dans le cas de Walter Lübcke, l'État de Hesse a « échoué lamentablement », car il était possible d'identifier l'auteur présumé comme une menace sérieuse depuis 2016. Erika Steinbach était « en partie responsable du fait que Walter Lübcke soit devenu victime d'une campagne de haine » car ses messages de février 2019 l'avaient fait devenir une cible du terrorisme de droite et elle n'avait pas effacé les demandes de meurtre de sa page Facebook. Erika Steinbach a rejeté toute accusation, considérant ses tweets de février 2019 « nullement problématiques ».

### Deuil et commémoration
Le 13 juin 2019, un service funèbre auquel ont assisté des milliers de citoyens a eu lieu à l'église Saint-Martin de Cassel. La police et l'armée fédérale tenaient une garde d’honneur, le cercueil était recouvert d’un drapeau de la Hesse. Les orateurs étaient entre autres Volker Bouffier, Ministre-président de Hesse et Christian Geselle (de), maire de Cassel. Des listes de condoléances ont été établies dans tous les bureaux du conseil régional. 
Le 15 juin 2019, Walter Lübcke est enterré dans le cimetière de sa commune de Wolfhagen.
Le 27 juin, une manifestation en faveur de la paix, de la tolérance et de la démocratie s'est déroulée devant le bâtiment du conseil régional de Cassel, qui a rassemblé environ 10 000 participants,.